# Ernest Francis Hartley Davis
Ernest Francis Hartley Davis, kanadski letalski častnik, vojaški pilot in letalski as, * 12. julij 1897, Georgeville, Quebec.
Nadporočnik Davis je v svoji vojaški službi dosegel 7 zračnih zmag.

## Življenjepis
Med prvo svetovno vojno je bil pripadnik 41. eskadrilje Kraljevega letalskega korpusa.
Vse svoje zračne zmage je dosegel s S.E.5a.